# Michel Enock
Michel Enock Levi (Boulogne-Billancourt, 1er juin 1947 - Paris, 5 juin 2025) est un mathématicien français, directeur de recherche au CNRS, reconnu pour ses travaux précurseurs sur la dualité de type Pontryagin. Il est décédé en juin 2025 à l’âge de 78 ans.

## Biographie
Michel Enock soutient une thèse de troisième cycle en 1971, puis une thèse d’État en 1976 à l’université Pierre-et-Marie-Curie. La même année, il est nommé maître-assistant à l’Université Paris 13 (aujourd’hui Université Sorbonne-Paris-Nord). À partir de 1978, il devient chercheur au Centre national de la recherche scientifique (CNRS). Il obtient son habilitation à diriger des recherches (HDR) à l’Université Paris Diderot en 1985. En 2000, il est promu directeur de recherche au CNRS, puis directeur de recherche de première classe en 2011. À partir de 2012, il est directeur de recherche émérite au CNRS.

## Contributions scientifiques
Michel Enock est notamment connu pour l'ouvrage qu’il a coécrit en 1992 avec Jean-Marie Schwartz, consacré aux algèbres de Kac (à ne pas confondre avec les algèbres de Kac–Moody). Selon le mathématicien français Alain Connes, ce livre développe une théorie générale permettant de caractériser les groupes quantiques parmi les algèbres de Hopf, de façon comparable à la caractérisation des groupes de Lie au sein des groupes localement compacts, « with emphasis on the analytical aspects of the subject instead of the purely algebraic ones ». De plus, Alain Connes écrit : 

« The theory of Kac algebras and their duality, [was] elaborated independently by M. Enock and J. -M. Schwartz, and by G. I. Kac and L. I. Vainerman in the seventies. The subject has now reached a state of maturity »

Michel Enock a notamment co-développé une théorie générale de la dualité de type Pontryagin applicable à tous les groupes localement compacts.

### Ouvrages
- (en) Michel Enock et Jean-Marie Schwartz, Kac Algebras and Duality of Locally Compact Groups, Springer, 1992, 257 p. (ISBN 978-3-540-54745-7, DOI https://doi.org/10.1007/978-3-662-02813-1)

### Articles scientifiques
- (en) Michel Enock, « Locally compact quantum groupoid », Cornell University,‎ septembre 2019, p. 49 (DOI https://doi.org/10.48550/arXiv.1909.03262)
- (en) Michel Enock, « Outer actions of measured quantum groupoids », Journal of Functional Analysis,‎ février 2011 (DOI https://doi.org/10.1016/j.jfa.2010.11.004)
- (en) Michel Enock, « Measured quantum groupoids with a central basis », Journal of Operator Theory,‎ août 2008 (DOI https://doi.org/10.48550/arXiv.0808.4052)
- (en) Michel Enock, « On Lesieur's Measured Quantum Groupoids », Cornell University,‎ juin 2007 (DOI https://doi.org/10.48550/arXiv.0706.1472)
- (en) Michel Enock et Jean-Michel Vallin, « Inclusions of von Neumann Algebras, and Quantum Groupoı̈ds », Journal of Functional Analysis,‎ 20 avril 2000, p. 249-300 (DOI https://doi.org/10.1006/jfan.1999.3520)